# 馬孔健
馬孔健（？—1642年），字伯乾，河南開封府陳留縣人，明朝政治人物。

## 生平
萬曆四十三年（1615年）乙卯科河南鄉試第五名舉人，崇禎十年（1637年），登丁丑科會試第二百七十六名，廷試三甲第六十六名进士。工部观政，本年六月授北直隶卢龙知县，十四年考选山東道御史，巡视皇城，本年江西巡按，十五年卒于任。

## 家族
曾祖馬時敏，教谕赠郧阳知府；祖馬翰如，甲戌進士，山西副使，祀名宦乡贤；父馬景行，文林郎大名知县。